# Cratere Asimov
Asimov è un cratere da impatto sulla superficie di Marte.
È intitolato allo scrittore russo naturalizzato statunitense Isaac Asimov.